# كايمار ساغ
كايمار ساغ (بالإستونية: Kaimar Saag)‏ (مواليد 5 أغسطس 1988 في فيلياندي) لاعب كرة قدم إستوني دولي يجيد اللعب في خط الهجوم . يلعب حاليا لصالح نادي سيلكيلورغ الدانماركي منذ 2008 .

## أهدافه الدولية
| # | التاريخ    | المكان                               | أمام     | النتيجة | نتيجة المباراة | البطولة          |
| - | ---------- | ------------------------------------ | -------- | ------- | -------------- | ---------------- |
| 1 | 2009-12-30 | استاديو الغرب، فارو، البرتغال        | أنغولا   | 1–0     | 1–0            | مباراة ودية      |
| 2 | 2010-8-11  | ملعب أ. لي كوك أرينا، تالين، إستونيا | جزر فارو | 1–1     | 2–1            | تصفيات يورو 2012 |